# متوارقة بوسكية
المتوارقة (بالإنجليزية: Fasciolopsis)‏ هي جنس من الديدان المثقوبة.
فقط نوع واحد منها اكتُشف هو: المتوارقة البوسكية .
بل هو الطفيلي الأبرز الذي له أهمية طبية عند البشر وأهمية في الطب البيطري عند الخنازير.
وذلك هو النوع السائد في جنوب وشرق آسيا . وتسمى الإصابة بالمتوارقة بداء المتوارقات (بالإنجليزية: fasciolopsiasis)‏ .

## المتوارقة البوسكية
وتسمى عادة المتوارقة البوسكية بالمعوية العملاقة المفلطحة، بسبب شكلها العريض والمفلطح بشكل استثنائي، بل هي أكبر طفيلي يصيب البشر، حجم الطفيلي يتغير وتعتبر المتوارقة ناضجة إذا كانت 2سم ,ولكن قد تنمو في جسم الإنسان وتصل إلى 7,5 سم طولا, و2,5 سم عرضا.
وهو طفيلي مشترك بين البشر والخنازير وأكثر انتشاراً في جنوب وجنوب شرق آسيا، هي عضو من عائلة مشوكات الفم التي بدورها هي جنس من المثقوبات.
تختلف الديدان المثقوبة عن باقي الأنواع التي تتطفل على الثدييات الكبيرة بأنها تستوطن في الأمعاء أكثر من الكبد كما يفعل نوع المتوارقات.
تشغل المتوارقة البوسكية عادة المنطقة العلوية للأمعاء الدقيقة ولكن في حالات الاجتياحات الشديدة يمكن أن توجد في المعدة وفي المنطقة السفلية من الأمعاء.
إن المتوارقة البوسكية هي سبب الحالة المرضية المسماة داء المتوارقات.
في لندن، جورج باسك(بالإنجليزية: George Busk)‏ أول من وصف المتوارقة البوسكية في عام 1843 بعد العثور عليها في عفج (اثنا عشري) أحد البحَّارين.
وبعد سنوات من الدراسة المتأنية والتجريب الذاتي، في عام 1925، أقر كلود هيمان بارلو دورة حياتها في البشر.

## دورة الحياة
تضع الديدان البالغة أكثر من 25 ألف بيضة كل يوم وهذه تستغرق 7 أسابيع كي تنضج وتفقس بدرجة 27 -32 درجة سيليزية. تطرح البيوض غير الناضجة غير المتقسمة في الأمعاء ومع البراز .خلال أسبوعين تصبح في الماء بيوضا مضغية (embryonated) .
وبعد حوالي 7 أسابيع تطرح البيوض كائناً طفيلياً بالغ الصغر يدعى الطفيل المهدب (miracidia) الذي يجتاح الحلزون الملائم كثوي وسيط له.
تلعب عدة أنواع من أجناس المُتَقَطِّعَة ( جِنْسٌ مِنَ القَواقِع )و الهَيْبوط (جنس من الرخويات )دور العائل الوسط ..
في الحلزون (القواقع) يخضع الطفيلي لمراحل تطور متعددة (أكياس ابواغ. ريديات. ذوائب )
تتحرر الذوائب من الحلزون والكيس (الغلاف) على شكل خلائف الذوائب فوق نباتات مائية مثل كستناء الماء (بالإنجليزية: water chestnut)‏ , أشواك الماء ((بالإنجليزية: water caltrop)‏ ) , اللوتس ( النيلومبو جوزي ), الخيزران (البامبو) , وغيرها من النباتات الصالحة للاكل..
يصبح الثوي المضيف من الثدييات، أو المضيف النهائي مصابا بالإنتان وذلك بابتلاع الأكياس الموجودة على النباتات المائية.
وبعد وصول هذه الأكياس للعفج وبعد تلاثة أشهر تلتصق بجدار الامعاء. حيث تتطور إلى ديدان مثقوبة بالغة ابعادها 20-75 /8-20 مم.وذلك لدى الثدييات من بشر وخنازير . و يبلغ مأمول العمر للديدان البالغة حوالي سنة كاملة.